# 송능운
송능운(1903년 5월 23일~1980년 12월 29일)은 대한민국의 정치인이다. 제5대 국회의원을 지냈다.

## 역대 선거 결과
|  | 28.70% |

|  | 15.24% |